# Flore du Cambodge du Laos et du Vietnam
Flore du Cambodge du Laos et du Vietnam (abreviado Fl. Cambodge, Laos & Vietnam) es una revista científica con ilustraciones y descripciones botánicas que es publicada en París por el Muséum national d'histoire naturelle desde el año 1960.